# Alkmund

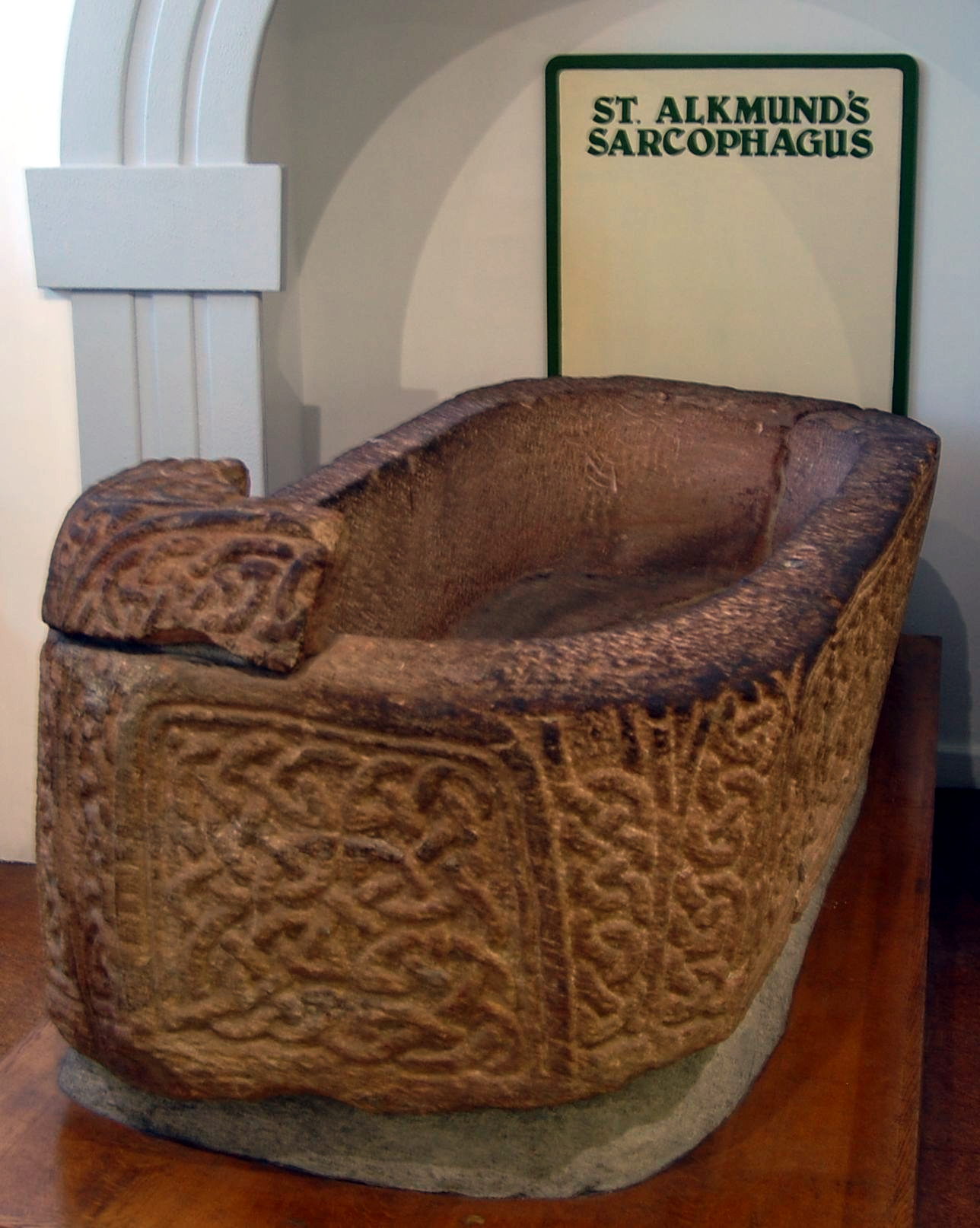
St Alkmunds sarkofag, i Derby Museum and Art Gallery.

Alkmund, skrivs även Alcmund, Ealhmund, Alhmund eller Alchmund, död cirka 800, var en prins av Northumbria, son till kung Alhred av Northumbria. Han gick i exil bland pikterna som en följd av Northumbrias dynastiska strider, men tjugo år senare återvände han med en armé. Han dödades cirka 800, på något sätt som inte är nu klart, men för vilket kung Eardwulf av Northumbria hölls ansvarig. Det finns några som anser att han dog i krig mot hedningar från Danmark.
Oavsett de exakta omständigheterna sågs hans död som ett martyrskap, och Alkmund som ett helgon. Alkmund begravdes på Lilleshall i Shropshire, där mirakler rapporterades vid graven. När man var rädd för danska razzior, blev hans kropp transporterad till Derby. Han blev  skyddshelgon för Derby. Hans minnesdag är 19 mars. På hans begravningsplats har funnits en rad kyrkor sedan 820. Den sista  kyrkan, St Alkmunds kyrka i Derby,  revs 1967 för att ge plats för den inre ringvägen.